# Paula Findlen
Paula Findlen (née en 1964) est une historienne des sciences américaine.

## Formation et carrière
Findlen a obtenu un bachelor en études médiévales et de la Renaissance au Wellesley College en 1984 puis elle a obtenu à l'université de Californie à Berkeley une maîtrise en histoire en 1985 puis un doctorat en 1989,.
Elle est professeure d'histoire italienne à la chaire Ubaldo Pierotti, directrice du Centre Suppes d'histoire et de philosophie de la science et de la technologie et directrice du programme SIMILE, le tout à l'université Stanford.

## Travaux
Plusieurs de ses travaux concernent la place des femmes dans les sciences dans l'Italie du XVIIIe siècle,.
Elle a également édité les écrits d'Athanasius Kircher (1602-1680), prêtre jésuite allemand, orientaliste distingué, et esprit encyclopédique, dans son ouvrage Athanasius Kircher: the last man who knew everything paru en 2004.
Dans « Empires of Knowledge: Scientific Networks in the Early Modern World », Paula Findlen coordonne les travaux d'un groupe international d'historiens des sciences et de la médecine, à propos du changement de relations entre connaissance et communauté au début de l'époque moderne, à travers des études de cas reliant l'Europe, l'Asie, l'Empire attoman et les Amériques. L'émergence de différents types de réseaux scientifiques – local et à longue distance, informel et institutionnel, religieux et séculier – est l'un des phénomènes importants de cette période. Le livre cherche à répondre aux questions sur le rôle joué par ces réseaux dans la fabrication du savoir, la manière dont l'information voyage, comment elle est transformée par ce voyage et qui étaient les acteurs de ces changements.
Dans « Mapping the Republic of Letters », Paula Findlen, Caroline Winterer, Giovanna Ceserani et Dan Edelstein s'intéressent à la manière dont le monde des savants repose sur leurs réseaux : réseaux de correspondants à travers les pays et les continents, réseaux sociaux créés par les académies scientifiques et les sociétés savantes, réseaux physiques entretenus par les voyages. ces réseaux irriguent la connaissance, de l'époque d'Erasme à celle de Franklin. ils facilitent la dissémination et la critique des idées, la diffusion des nouvelles politiques, ainsi que la circulation des personnes et des objets. Le projet est soutenu par plusieurs partenaires de recherche : « Cultures of Knowledge » de l'université d'Oxford au Royaume-Uni, le Groupe D'Alembert du CNRS en France, CKCC du Huygens Institute aux Pays-Bas et le DensityDesign Research Lab de Milan en Italie.
Dans « Early Modern Things: Objects and their Histories, 1500-1800 », Paula Findlen explore ce qu'on peut apprendre du passé en étudiant les objets : l'évolution à travers le temps de leur signification et de notre relation à eux, à travers diverses approches de la culture matérielle du début de l'époque moderne. La circulation des objets, leur utilisation et leur consommation, et surtout leur nature, sont explorées au travers de nombreux exemples, de la Chine de la dynastie Ming à l'Angleterre georgienne, de l'Egypte ottomane à l'Amérique espagnole.

## Prix et distinctions
Son livre, Possessing Nature: Museums, Collecting, and Scientific Culture in Early Modern Italy, consacré aux collections et culture scientifique au début de l'Italie moderne, a reçu le prix Pfizer en 1996 décerné par la History of Science Society,,.
En 2004 elle est lauréate du prix Margaret W. Rossiter d'histoire des femmes en sciences pour son article The Scientist's Body: The Nature of Woman Philosopher in Enlightenment Italy paru en 2003.
En 2016, Findlen a donné la conférence inaugurale Rosalinde et Arthur Gilbert sur l'histoire de la collecte, au Victoria and Albert Museum de Londres,. La même année, elle a également reçu le prix Premio Galileo, un prix international annuel récompensant des contributions à la compréhension de la culture italienne.

## Sélection de publications
- (en) Possessing Nature : Museums, Collecting, and Scientific Culture in Early Modern Italy, Berkeley: University of California Press (Berkeley) : xvi + 449 p.  (ISBN 0520205081), 1994.
- Mapping the Republic of Letters, avec Caroline Winterer, Giovanna Ceserani et Dan Edelstein , 2013.
- (en) co-édité avec Pamela H. Smith, Merchants and Marvels : Commerce, Science and Art in Early Modern Europe, New York, Routledge, 2002, 437 p. (ISBN 978-0-415-92816-8)
- Athanasius Kircher, The last man who knew everything, Paula Findlen Routledge, 2004, New York, Routledge, 465 p.
- Early Modern Things: Objects and their Histories, 1500-1800
- Gusto for Things
- "Why Go to Grad School? (Pourquoi suivre des études supérieures ?)"[15]
- The Scientist's Body: The Nature of Woman Philosopher in Enlightenment Italy, in: Lorraine Daston, Gianna Pomata (éd.): The Faces of Nature in Enlightenment Europe. Berliner Wissenschafts-Verlag, Berlin 2003.  (ISBN 3-8305-0360-1), pp. 211-236.
- (en) Paula Findlen, Wendy Wassyng Roworth et Catherine M. Sama (trad. de l'italien), Italy's eighteenth century : gender and culture in the age of the Grand Tour, Stanford (Calif.), Stanford University Press, 2009, 231 p. (ISBN 978-0-8047-5904-5, lire en ligne)
- (en) Maria Gaetana Agnesi et Rebecca Messbarger (introduction) (trad. de l'italien par Rebecca Messbarger & Paula Findlen), The contest for knowledge : debates over women's learning in eighteenth-century Italy, Chicago, University of Chicago Press, 2005, 181 p. (ISBN 978-0-226-01054-0 et 978-0-226-01055-7, lire en ligne)